# Tú eres mi destino (1969)
Tú eres mi destino é uma telenovela mexicana, produzida pela Televisa e exibida em 1969 pelo Telesistema Mexicano.

## Elenco
- Héctor Andremar
- Fina Basser
- Lupita Ferrer
- Ana Martín